# Abdulla Yasser
Abdulla Abdo Omar Yasser (Manama, 27 marzo 1988) è un ex calciatore bahreinita, di ruolo attaccante.

## Carriera

### Club
Ha sempre giocato nel campionato di casa.

### Nazionale
Ha esordito in Nazionale nel 2009.